# Campionati del mondo allievi di atletica leggera 2007
I Campionati del mondo allievi di atletica leggera 2007 (5ª edizione), si sono svolti ad Ostrava, in Repubblica Ceca dall'11 al 15 luglio. Le competizioni si sono tenute al Mestský stadion.

## Medagliati

### Uomini
| Specialità | Oro                                                                       | Prestazione | Argento                                                        | Prestazione | Bronzo                                                           | Prestazione |
| Corse piane |                                                                           |             |                                                                |             |                                                                  |             |
| 100 m | Dexter Lee                                                                | 10"51       | Nickel Ashmeade                                                | 10"54       | Kenneth Gilstrap                                                 | 10"65       |
| 200 m | Ramone McKenzie                                                           | 20"67       | Ramil Guliyev                                                  | 20"72       | Nickel Ashmeade                                                  | 20"76       |
| 400 m | Chris Clarke                                                              | 46"74       | Kirani James                                                   | 46"96       | Vladimir Krasnov                                                 | 47"03       |
| 800 m | Geoffrey Kibet                                                            | 1'49"99     | Ali Al-Deraan                                                  | 1'50"10     | Andrew Cook                                                      | 1'50"12     |
| 1.500 m | Fredrick Ndunge Musyoki                                                   | 3'44"27     | Josphat Kithii Mitunga                                         | 3'44"68     | Dawit Wolde                                                      | 3'45"03     |
| 3.000 m | Daniel Lemashon Salel                                                     | 7'57"18     | Lucas Rotich                                                   | 7'59"67     | Andrew Cook                                                      | 8'00"98     |
| 10.000 m marcia | Stanislav Emel'janov                                                      | 41'49"91    | Daniel Pedro Gomez                                             | 43'11"87    | Vito Di Bari                                                     | 43'36"13    |
| Corse a ostacoli |                                                                           |             |                                                                |             |                                                                  |             |
| 110 hs (91,4 cm) | Wayne Davis                                                               | 13"18       | William Wynne                                                  | 13"44       | Denis Semyonov                                                   | 13"82       |
| 400 hs (84 cm) | William Wynne                                                             | 49"01       | Reggie Wyatt                                                   | 50"33       | Amaurys R. Valle                                                 | 50"37       |
| 2.000 siepi | Legese Lamiso                                                             | 5'30"81     | Silas Kitum Kosgei                                             | 5'32"88     | Abdellah Dacha                                                   | 5'34"49     |
| Salti |                                                                           |             |                                                                |             |                                                                  |             |
| Salto in alto | Wang Chen                                                                 | 2,22 m      | Sergey Mudrov                                                  | 2,22 m      | Josh Hall                                                        | 2,20 m      |
| Salto con l'asta | Nico Weiler                                                               | 5,26 m      | Manuel Concepción                                              | 4,85 m      | Shota Doi                                                        | 4,85 m      |
| Salto in lungo | Yasumichi Konishi                                                         | 7,52 m      | Daisuke Yoshiyama                                              | 7,32 m      | Christian Taylor                                                 | 7,29 m      |
| Salto triplo | Christian Taylor                                                          | 15,98 m     | Aleksej Fëdorov                                                | 15,59 m     | Gennadiy Chudinov                                                | 15,54 m     |
| Lanci |                                                                           |             |                                                                |             |                                                                  |             |
| Getto del peso (5 kg) | David Storl                                                               | 21,40 m     | Marin Premeru                                                  | 20,42 m     | Dmytro Savyc'kyj                                                 | 20,15 m     |
| Lancio del disco (1,5 kg) | Mykyta Nesterenko                                                         | 68,54 m     | Marin Premeru                                                  | 64,20 m     | Andrius Gudžius                                                  | 61,59 m     |
| Lancio del giavellotto (700 g) | Tuomas Laaksonen                                                          | 79,71 m     | Hamish Peacock                                                 | 76,31 m     | Edgars Rūtiņš                                                    | 74,65 m     |
| Lancio del martello (5 kg) | Andriy Martynyuk                                                          | 76,09 m     | Daniel Szabo                                                   | 75,30 m     | Richard Olbrich                                                  | 75,18 m     |
| Prove multiple |                                                                           |             |                                                                |             |                                                                  |             |
| Octathlon | Shane Brathwaite                                                          | 6.261 p.    | Jaroslav Hedvičák                                              | 6.212 p.    | Adam Bevis                                                       | 6.212 p.    |
| Staffette |                                                                           |             |                                                                |             |                                                                  |             |
| Staffetta svedese | Stati Uniti Isaiah Sweeney Kenneth Gilstrap William Wynne Danzell Fortson | 1'51"34     | Giappone Seiya Hane Daizo Hamano Hiroyuki Kubota Akihiro Urano | 1'51"42     | Giamaica Dexter Lee Ramone McKenzie Nickel Ashmeade Dwayne Extol | 1'52"18     |
| record mondiale; record mondiale stagionale; record africano; record asiatico; record europeo; record nord-centroamericano e caraibico; record sudamericano; record oceaniano; record dei campionati; record nazionale; record personale; record personale stagionale. |                                                                           |             |                                                                |             |                                                                  |             |

### Donne
| Specialità | Oro                                                                    | Prestazione | Argento                                                           | Prestazione | Bronzo                                                                | Prestazione |
| Corse piane |                                                                        |             |                                                                   |             |                                                                       |             |
| 100 m | Asha Philip                                                            | 11"46       | Rosângela Santos                                                  | 11"46       | Ashlee Nelson                                                         | 11"58       |
| 200 m | Bárbara Leôncio                                                        | 23"50       | Chalonda Goodman                                                  | 23"54       | Nivea Smith                                                           | 23"69       |
| 400 m | Yuliya Baraley                                                         | 53"57       | Latoya McDermott                                                  | 54"12       | Alexandra Štukova                                                     | 54"46       |
| 800 m | Elena Mirela Lavric                                                    | 2'04"29     | Alison Leonard                                                    | 2'05"36     | Juana Ivis Mendez                                                     | 2'05"42     |
| 1.500 m | Sammary Cherotich                                                      | 4'15"47     | Jordan Hasay                                                      | 4'17"24     | Sheila Chepkirui Kiprotich                                            | 4'19"26     |
| 3.000 m | Mercy Cherono                                                          | 8'53"94     | Mahlet Melese                                                     | 8'56"98     | Sule Utura                                                            | 9'06"48     |
| 5.000 m marcia | Tatyana Kalmykova                                                      | 20'28"05    | Irina Yumanova                                                    | 21'21"14    | Panayiota Tsinopoulou                                                 | 22'49"15    |
| Corse a ostacoli |                                                                        |             |                                                                   |             |                                                                       |             |
| 100 hs (76,2 cm) | Julian Purvis                                                          | 13"41       | Shermaine Williams                                                | 13"48       | Anne Zagré                                                            | 13"58       |
| 400 hs | Dalilah Muhammad                                                       | 57"25       | Andreea Ionescu                                                   | 57"33       | Ryann Krais                                                           | 57"50       |
| 2.000 siepi | Caroline Tuigong                                                       | 6'22"30     | Christine Mayanga                                                 | 6'22"49     | Karoline Bjerkeli Grøvdal                                             | 6'25"30     |
| Salti |                                                                        |             |                                                                   |             |                                                                       |             |
| Salto in alto | Natalya Mamlina                                                        | 1,89 m      | Misha-Gaye DaCosta                                                | 1,84 m      | Aleksandrina Klimentinova Elena Vallortigara                          | 1,81 m      |
| Salto con l'asta | Vicky Parnov                                                           | 4,35 m      | Aikaterinī Stefanidī                                              | 4,25 m      | Petra Olsen                                                           | 4,05 m      |
| Salto in lungo | Dar'ja Klišina                                                         | 6,47 m      | Ivana Španović                                                    | 6,41 m      | Mariya Shumilova                                                      | 6,29 m      |
| Salto triplo | Dailenis Alcantara                                                     | 13,63 m     | Yosleidis Rivalta                                                 | 13,32 m     | Maja Bratkic                                                          | 12,96 m     |
| Lanci |                                                                        |             |                                                                   |             |                                                                       |             |
| Getto del peso | Alëna Hryško                                                           | 15,91 m     | Samira Burkhardt                                                  | 15,36 m     | Sophie Kleeberg                                                       | 14,94 m     |
| Lancio del disco | Julia Fischer                                                          | 51,39 m     | Sandra Perković                                                   | 51,25 m     | Jin Yuanyan                                                           | 51,20 m     |
| Lancio del giavellotto | Tazmin Brits                                                           | 51,71 m     | Carita Hinkka                                                     | 51,61 m     | Sini Kiiski                                                           | 50,75 m     |
| Lancio del martello | Bianca Perie                                                           | 64,61 m     | Andriana Papadopoulou-Fatala                                      | 56,32 m     | Barbara Špiler                                                        | 55,97 m     |
| Prove multiple |                                                                        |             |                                                                   |             |                                                                       |             |
| Eptathlon | Kateřina Cachová                                                       | 5.641 p.    | Carolin Schäfer                                                   | 5.544 p.    | Elisa-Sophie Dobel                                                    | 5.494 p.    |
| Staffette |                                                                        |             |                                                                   |             |                                                                       |             |
| Staffetta svedese | Stati Uniti Chalonda Goodman Ashton Purvis Ryann Krais Erica Alexander | 2'05"74     | Giamaica Gayon Evans Jura Levy Shana-Gaye Tracey Latoya McDermott | 2'06"77     | Canada Loudia Laarman Christabel Nettey Alyssa Johnson Natalie Geiger | 2'09"08     |
| record mondiale; record mondiale stagionale; record africano; record asiatico; record europeo; record nord-centroamericano e caraibico; record sudamericano; record oceaniano; record dei campionati; record nazionale; record personale; record personale stagionale. |                                                                        |             |                                                                   |             |                                                                       |             |

## Medagliere
| Posizione | Paese          | Oro | Argento | Bronzo | Totale |
| --------- | -------------- | --- | ------- | ------ | ------ |
| 1         | Stati Uniti    | 7   | 4       | 3      | 14     |
| 2         | Kenya          | 6   | 4       | 1      | 11     |
| 3         | Russia         | 4   | 3       | 3      | 10     |
| 4         | Germania       | 3   | 2       | 3      | 8      |
| 5         | Ucraina        | 3   | 0       | 1      | 4      |
| 6         | Giamaica       | 2   | 5       | 2      | 9      |
| 7         | Regno Unito    | 2   | 1       | 1      | 4      |
| 8         | Romania        | 2   | 1       | 0      | 3      |
| 9         | Giappone       | 1   | 2       | 1      | 4      |
| 10        | Australia      | 1   | 1       | 2      | 4      |
| 10        | Cuba           | 1   | 1       | 2      | 4      |
| 10        | Etiopia        | 1   | 1       | 2      | 4      |
| 13        | Finlandia      | 1   | 1       | 1      | 3      |
| 14        | Brasile        | 1   | 1       | 0      | 2      |
| 14        | Rep. Ceca      | 1   | 1       | 0      | 2      |
| 16        | Cina           | 1   | 0       | 1      | 2      |
| 17        | Barbados       | 1   | 0       | 0      | 1      |
| 17        | Bielorussia    | 1   | 0       | 0      | 1      |
| 17        | Sudafrica      | 1   | 0       | 0      | 1      |
| 20        | Croazia        | 0   | 3       | 0      | 3      |
| 21        | Grecia         | 0   | 2       | 1      | 3      |
| 22        | Arabia Saudita | 0   | 1       | 0      | 1      |
| 22        | Azerbaigian    | 0   | 1       | 0      | 1      |
| 22        | Grenada        | 0   | 1       | 0      | 1      |
| 22        | Messico        | 0   | 1       | 0      | 1      |
| 22        | Serbia         | 0   | 1       | 0      | 1      |
| 22        | Spagna         | 0   | 1       | 0      | 1      |
| 22        | Ungheria       | 0   | 1       | 0      | 1      |
| 29        | Marocco        | 0   | 0       | 3      | 3      |
| 30        | Italia         | 0   | 0       | 2      | 2      |
| 30        | Slovenia       | 0   | 0       | 2      | 2      |
| 32        | Bahamas        | 0   | 0       | 1      | 1      |
| 32        | Belgio         | 0   | 0       | 1      | 1      |
| 32        | Bulgaria       | 0   | 0       | 1      | 1      |
| 32        | Canada         | 0   | 0       | 1      | 1      |
| 32        | Kazakistan     | 0   | 0       | 1      | 1      |
| 32        | Lettonia       | 0   | 0       | 1      | 1      |
| 32        | Lituania       | 0   | 0       | 1      | 1      |
| 32        | Norvegia       | 0   | 0       | 1      | 1      |
| 32        | Slovacchia     | 0   | 0       | 1      | 1      |
| 32        | Svezia         | 0   | 0       | 1      | 1      |
| Totale    | Totale         | 40  | 40      | 41     | 121    |